# Adolfo Montes
Adolfo Montes Alvaredo (Madrid, 8 de diciembre de 1960) es un pintor, ceramista, dibujante, grabador y escultor español, especializado en la decoración de azulejería para fachadas comerciales.

## Trayectoria
Oriundo de Madrid, y formado en la Escuela de Cerámica Francisco Alcántara de Moncloa y en el Círculo de Bellas Artes de Madrid, lo que le permitiría más tarde especializarse en la restauración y recreación de azulejería decorativa artística, en fachadas comerciales y otros usos urbanos. Hay que señalar que el trabajo pintado a mano difiere de las reproducciones serigráficas en que una fachada manual es única, como en cualquier tipo de obra de arte o artesanía. También es reseñable la recuperación de técnicas de composición como la cuerda seca, con su origen en el arte emiral y califal de la cerámica andalusí.
Como pintor inició su obra hacia 1978, exponiendo y practicando pintura, dibujo y grabados al aguafuerte o la punta seca. Montó poco después un taller de cerámica en la calle de Pelayo, 55, recuperando el estilo decorativo tradicional de los grandes maestros azulejeros en Madrid, y rescatando motivos publicitarios antiguos como los del papel de fumar Smoking, el Nitrato de Chile, la cerveza Pilsen, y realizando fachadas de gran tamaño.

## Selección de fachadas
Incluido en varias galerías publicadas en la red, de su obra visual pública en fachadas comerciales de Madrid, pueden seleccionarse:

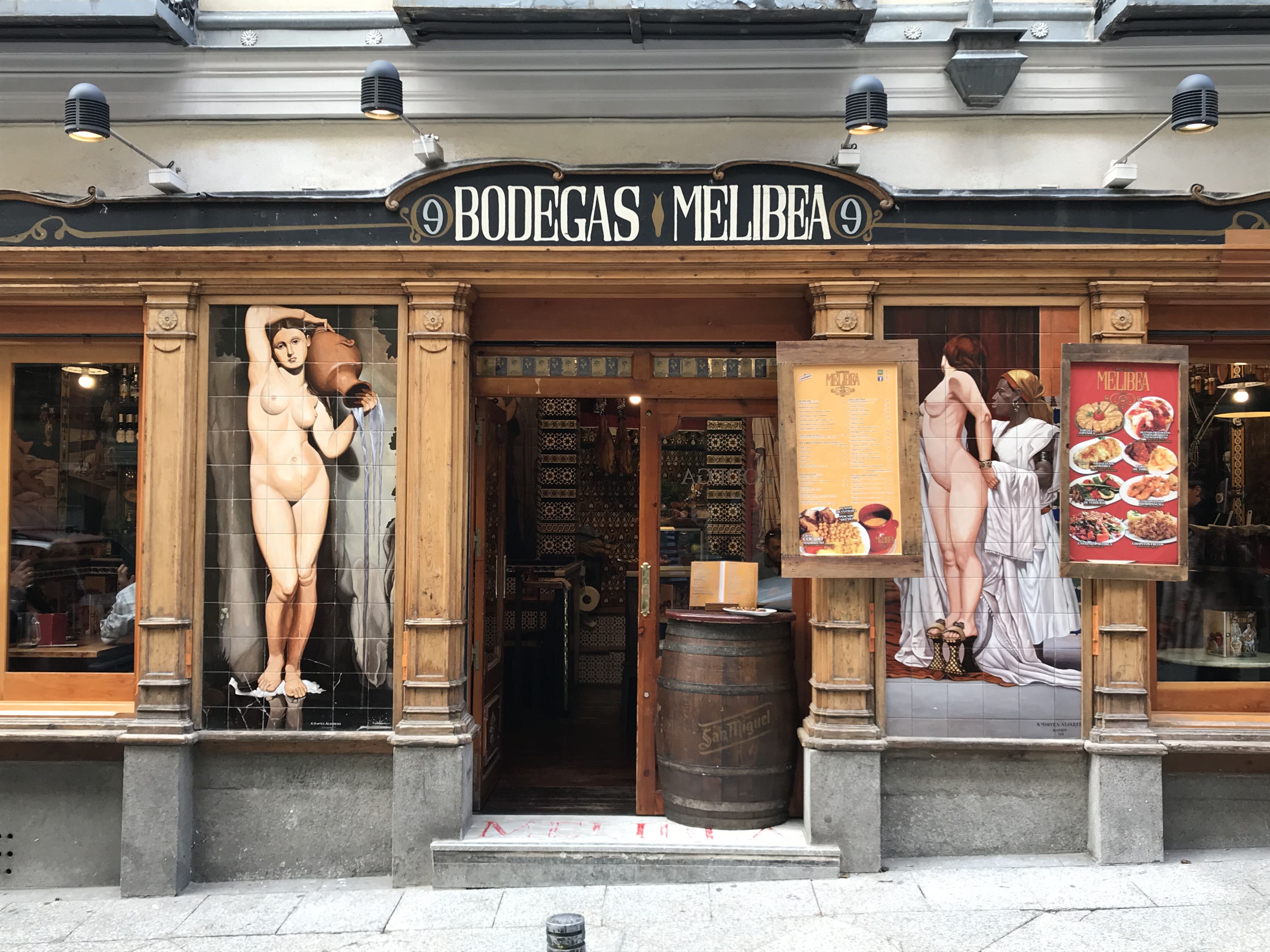
Bodegas Melibea
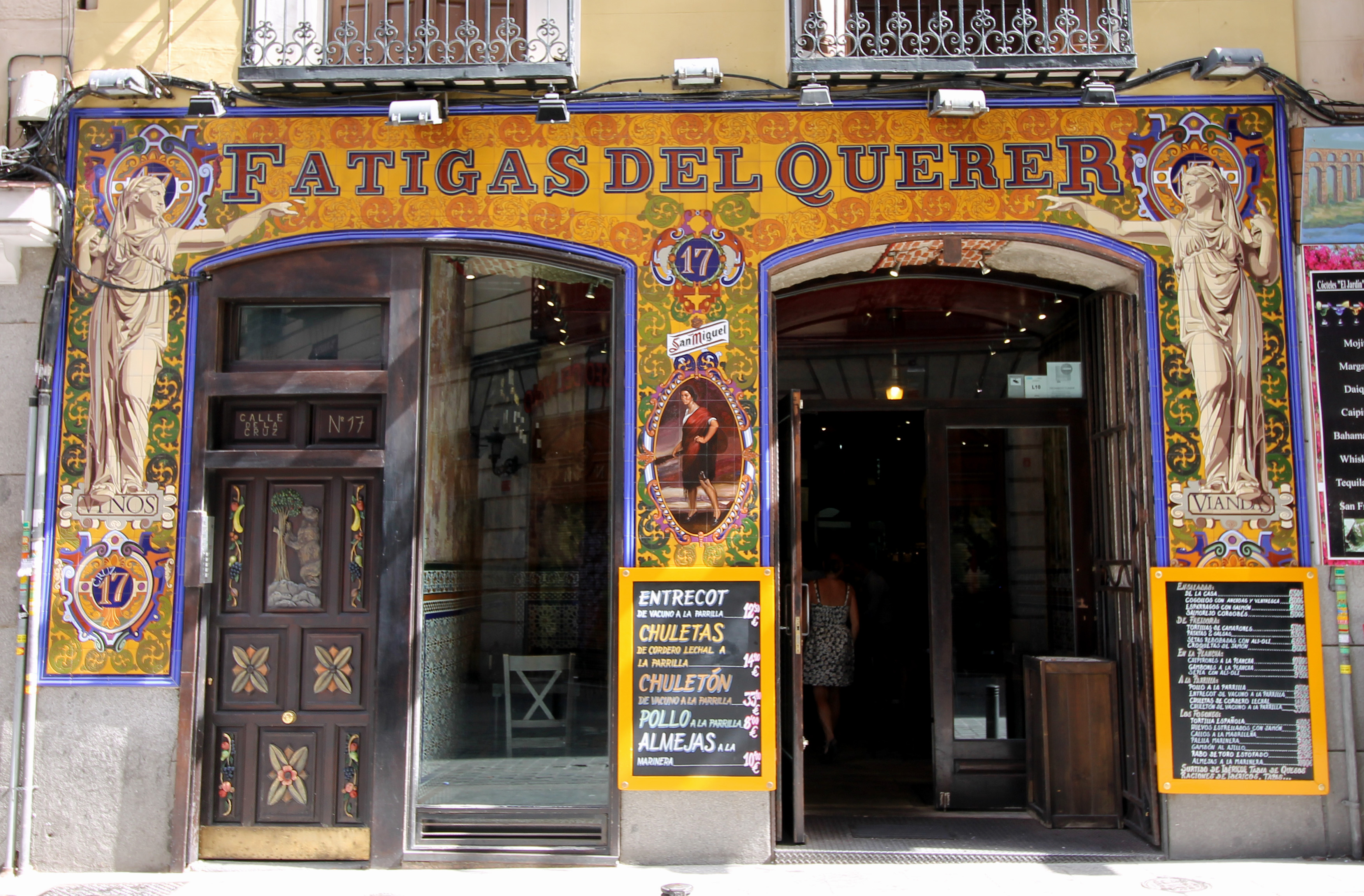
Fatigas del Querer
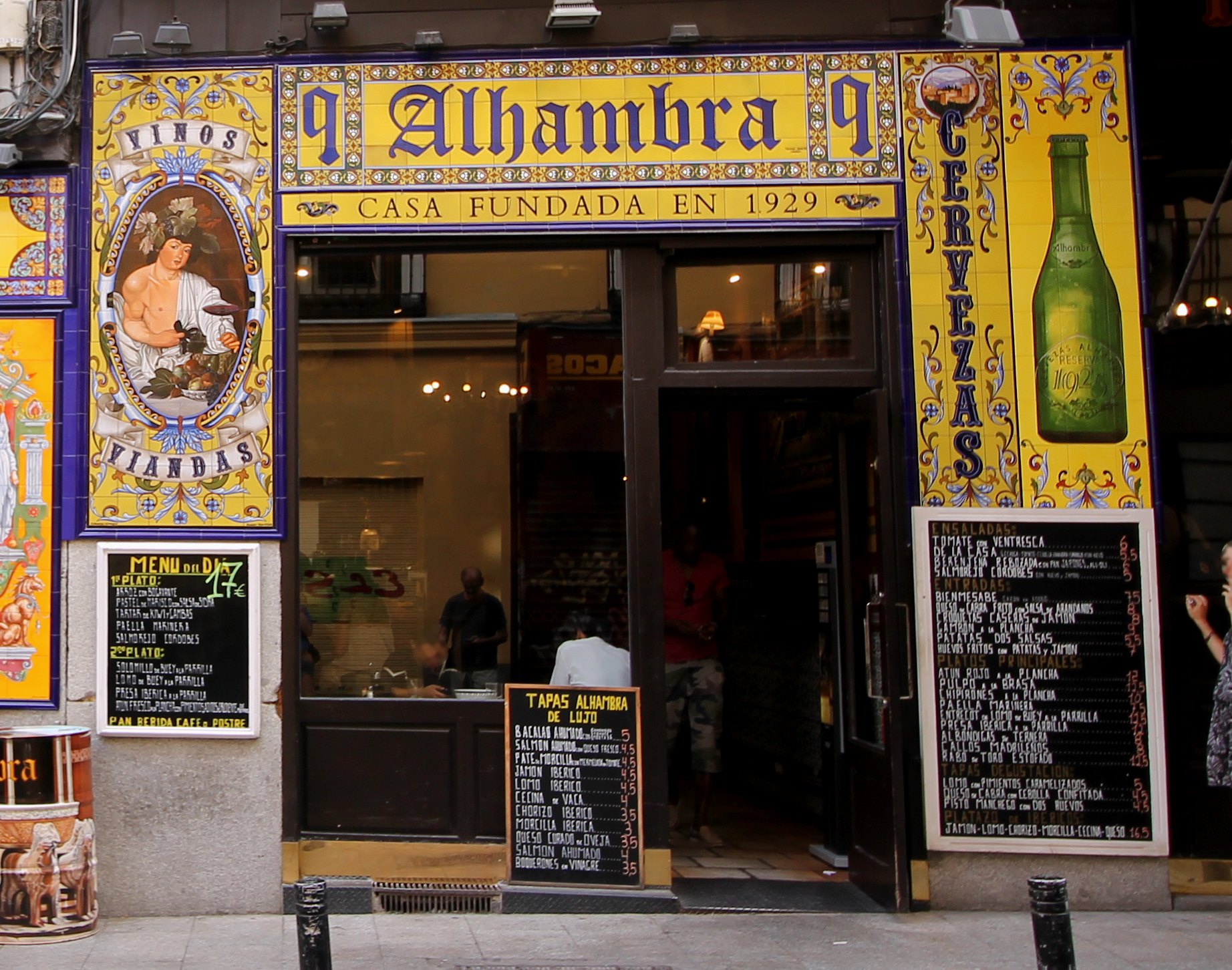
Alhambra